# Kent Music Report
El Kent Music Report era una lista de éxitos musicales compilada semanalmente por el entusiasta de la música David Kent, desde mayo de 1974 hasta enero de 1999. En 1983 la Australian Recording Industry Association (ARIA) empezó a emplear este informe para recopilar los sencillos y álbumes más vendidos de Australia, bajo licencia de David Kent. En 1988 optó por producir sus propias listas, conocidas actualmente como ARIA Charts.
El Kent Music Report no fue el primer listado musical australiano; antes de 1966, la revista Go-Set publicaba una lista de los 40 sencillos más escuchados del país y una lista de álbumes, existente desde 1970 hasta la desaparición de la revista en agosto de 1974.